# Nhóm Phát triển Liên Hợp Quốc
Nhóm Phát triển Liên Hợp Quốc (tiếng Anh: United Nations Development Group), viết tắt là UNDG, là một cơ cấu tổ chức do Đại Hội đồng Liên Hợp Quốc thành lập năm 1997 theo Nghị quyết A/51/950 trong quá trình cải tổ Liên Hợp Quốc, nhằm nâng cao hiệu quả hoạt động phát triển của Liên Hợp Quốc ở cấp độ quốc gia. Lãnh đạo UNDP kiêm nhiệm Giám đốc UNDG.

## Lịch sử
Đến năm 1997, đã có những lời kêu gọi Liên Hợp Quốc hợp nhất các cơ quan Liên Hợp Quốc về các vấn đề phát triển với nhau, bởi vì rằng Chương trình Phát triển LHQ, các Quỹ, và các cơ quan chuyên ngành đã hoạt động chồng chéo. Một đề xuất ban đầu là hợp nhất UNICEF, Chương trình Lương thực Thế giới (WFP), Quỹ Dân số Liên Hợp Quốc (UNFPA) vào UNDP. Cuối cùng, Tổng thư ký Kofi Annan vận động thành lập UNDG và giành được sự tán thành từ Giám đốc UNDP James Speth.

## Các thành viên và quan sát viên
Các thành viên và quan sát viên
| Viết tắt       | Tên | Tên giao dịch |
| -------------- | --- | --- |
| FAO            | Tổ chức Lương thực và Nông nghiệp Liên Hợp Quốc                                                                               | Food and Agriculture Organization of the United Nations                                                                                  |
| IFAD           | Quỹ quốc tế về phát triển nông nghiệp                                                                                         | International Fund for Agricultural Development                                                                                          |
| ILO            | Tổ chức Lao động Quốc tế | International Labour Organization |
| ITU            | Liên minh Viễn thông Quốc tế                                                                                                  | International Telecommunications Union                                                                                                   |
| OHCHR          | Văn phòng Cao ủy Nhân quyền Liên Hợp Quốc                                                                                     | Office of the United Nations High Commissioner for Human Rights                                                                          |
| OSAA           | Văn phòng Cố vấn Đặc biệt về châu Phi                                                                                         | Office of the Special Adviser on Africa                                                                                                  |
| OSRSG-CAC      | Văn phòng Đại diện Đặc biệt của Tổng thư ký về Trẻ em và Xung đột Vũ trang                                                    | Office of the Special Representative of the Secretary-General for Children and Armed Conflict                                            |
| UN-ESCWA       | Ủy ban Kinh tế và Xã hội Tây Á Liên Hợp Quốc                                                                                  | United Nations Economic and Social Commission for Western Asia                                                                           |
| UN Habitat     | Chương trình Nhân cư Liên Hợp Quốc                                                                                            | United Nations Human Settlements Programme                                                                                               |
| UN-OHRLLS      | Văn phòng Đại diện cao cấp cho các nước Kém Phát triển, các nước Đang Phát triển Giữa biển & các nước Đang Phát triển Đảo nhỏ | Office of the High Representative for the Least Developed Countries, Landlocked Developing Countries & Small Island Developing Countries |
| UN Women       | Phụ nữ Liên Hợp Quốc | United Nations Entity for Gender Equality and the Empowerment of Women                                                                   |
| UNAIDS         | Chương trình Phối hợp của Liên Hợp Quốc về HIV/AIDS                                                                           | Joint United Nations Programme on HIV/AIDS                                                                                               |
| UNCTAD         | Hội nghị Liên Hợp Quốc về Thương mại và Phát triển                                                                            | United Nations Conference on Trade and Development                                                                                       |
| UNDESA         | Vụ Liên Hợp Quốc về Vấn đề Kinh tế và Xã hội                                                                                  | United Nations Department of Economic and Social Affairs                                                                                 |
| UNDP           | Chương trình Phát triển Liên Hợp Quốc                                                                                         | United Nations Development Programme |
| UNECA          | Ủy ban Kinh tế châu Phi Liên Hợp Quốc                                                                                         | United Nations Economic Commission for Africa                                                                                            |
| UNECE          | Ủy ban Kinh tế châu Âu Liên Hợp Quốc                                                                                          | United Nations Economic Commission for Europe                                                                                            |
| UNECLAC        | Ủy ban Kinh tế Mỹ Latinh và Caribê Liên Hợp Quốc                                                                              | United Nations Economic Commission for Latin America and the Caribbean                                                                   |
| UNESCAP        | Ủy ban Kinh tế Xã hội châu Á Thái Bình Dương Liên Hợp Quốc                                                                    | United Nations Economic and Social Commission for Asia and the Pacific                                                                   |
| UNEP           | Chương trình Môi trường Liên Hợp Quốc                                                                                         | United Nations Environment Programme |
| UNESCO         | Tổ chức Giáo dục, Khoa học và Văn hóa Liên Hợp Quốc                                                                           | United Nations Educational, Scientific and Cultural Organization                                                                         |
| UNFPA          | Quỹ Dân số Liên Hợp Quốc | United Nations Population Fund |
| UNHCR          | Cao ủy Liên Hợp Quốc về người tị nạn                                                                                          | United Nations High Commissioner for Refugees                                                                                            |
| UNICEF         | Quỹ Nhi đồng Liên Hợp Quốc | United Nations Children’s Fund |
| UNIDO          | Tổ chức Phát triển Công nghiệp Liên Hợp Quốc                                                                                  | United Nations Industrial Development Organization                                                                                       |
| UNODC          | Văn phòng Liên Hợp Quốc về Ma túy và Tội phạm                                                                                 | United Nations Office on Drugs and Crime                                                                                                 |
| UNOPS          | Văn phòng Liên Hợp Quốc về Dịch vụ Dự án                                                                                      | United Nations Office for Project Services                                                                                               |
| UNWTO          | Tổ chức Du lịch Thế giới | United Nations World Tourism Organization                                                                                                |
| WFP            | Chương trình Lương thực Thế giới                                                                                              | World Food Programme |
| WHO            | Tổ chức Y tế Thế giới | World Health Organization |
| WMO            | Tổ chức Khí tượng Thế giới | World Meteorological Organization |
| Quan sát viên: | | |
| DSG            | Giám đốc, Văn phòng Phó Tổng thư ký                                                                                           | Director, Office of the Deputy Secretary General                                                                                         |
|                | Văn phòng Người phát ngôn cho Tổng thư ký                                                                                     | Office of the Spokesperson for the Secretary-General                                                                                     |
| OCHA           | Văn phòng Điều phối các Vấn đề Nhân đạo                                                                                       | Office for the Coordination of Humanitarian Affairs                                                                                      |
| UNDPA          | Sở Nội vụ Chính trị của Liên Hợp Quốc                                                                                         | United Nations Department of Political Affairs                                                                                           |
| UNDPI          | Vụ Liên Hợp Quốc về Thông tin Công cộng                                                                                       | United Nations Department of Public Information                                                                                          |
| UNFIP          | Quỹ Liên Hợp Quốc về Hợp tác Quốc tế                                                                                          | United Nations Fund for International Partnerships                                                                                       |
| WB             | Ngân hàng Thế giới | World Bank |